# Roland Diethart
Roland Diethart  (* 3. August 1973 in Trofaiach, Steiermark) ist ein ehemaliger österreichischer Skilangläufer und ÖSV-Trainer.

## Karriere
Der gelernte Masseur startete für den WSV Ramsau am Dachstein und war Mitglied der österreichischen Skilanglauf-Nationalmannschaft. Daneben arbeitete der ausgebildete Spezial-Langlauf-Trainer, Trainer für allgemeine Körperausbildung und Lehrwart Sprunglauf bis 2008 auch noch als Trainer für den ÖSV.
Im Jahr 2004 überraschte der nur noch selten im Skilanglauf-Weltcup eingesetzte und bereits als Trainer tätige Diethart bei einem durch mehrere Ausfälle zustande gekommenen Weltcupstart im deutschen Reit im Winkl mit dem fünften Rang über 15 km in der freien Technik. Diethart belegte im selben Jahr auch den zweiten Platz bei den Österreichischen Staatsmeisterschaften in Bad Goisern über 15 km Skating und wurde damit für das Aufgebot für die Weltmeisterschaften in Oberstdorf 2005 nominiert. Dort erreichte der in Ramsau am Dachstein wohnhafte Steirer mit der österreichischen 4 × 10-km-Staffel den ausgezeichneten fünften Rang.
Anschließend war Diethart wieder regelmäßig im Weltcup aktiv und auch Teilnehmer an den Olympischen Winterspielen 2006 in Turin, wo er in der Staffel zum Einsatz kam. Nach einer Dopingkontrolle durch das IOC und der italienischen Polizei in der Nacht vor dem Staffelwettbewerb, als 30 Carabinieri die Unterkünfte der österreichischen Langlaufsportler untersuchten, war das gesamte Team derart niedergeschlagen, dass es beim Staffelrennen als letzte Mannschaft sogar überrundet wurde. Diethart befand sich als dritter Läufer des ÖSV-Teams auf der Strecke, als er von den Verantwortlichen aus dem Rennen genommen wurde.
Im April 2007 wurden Diethart, seine Langlaufkollegen Johannes Eder, Jürgen Pinter und Martin Tauber sowie zwei österreichische Biathleten vom Internationalen Olympischen Komitee (IOC) auf Lebenszeit von Olympischen Spielen ausgeschlossen. Alle galten nach Auffassung des IOC als überführt, gemeinschaftlich Dopingmittel genutzt zu haben. Begründung des IOC für die harte Strafe: „Diese Fälle gehen weiter als einfacher Besitz verbotener Substanzen und Methoden, und sind klare Beispielfälle, in denen ein Netzwerk, Athleten inbegriffen, gemeinsame Sache machte um Blut zu manipulieren und Dopingpraktiken auszuüben.“ Ihre Ergebnisse von Turin wurden gestrichen. In der Berufung vor dem Internationalen Sportgerichtshof (CAS) wurden die Sperren für Pinter, Eder und Tauber am 4. Jänner 2008 bestätigt. Dietharts Ausschluss wurde bis einschließlich der Olympischen Spiele 2010 verkürzt.
Vom Internationalen Skiverband (FIS) war Diethart zunächst für vier Jahre gesperrt worden. Diese Sperre wurde später auf zwei Jahre reduziert. Im September 2008 wurde nach einer Berufung Dietharts vor dem CAS der Beginn der Sperre vom 22. November 2007 auf den 19. Februar 2006 rückdatiert. Diethart ist durch das CAS-Urteil weitestgehend rehabilitiert und wäre sofort wieder startberechtigt gewesen. Er gab jedoch das sofortige Ende seiner sportlichen Karriere bekannt und legte auch seine Funktion als Nachwuchstrainer im Nordischen Ausbildungszentrum Eisenerz zurück.
Diethart führt gemeinsam mit seiner Frau Anja das Hotel Annelies in Ramsau am Dachstein.

## Erfolge

### Weltmeisterschaften
- 5. Platz mit der ÖSV-Staffel über 4 × 10 km in Oberstdorf 2005

### Skilanglauf-Weltcup
- 5. Platz über 15 km Freistil in Reit im Winkl 2004

### Österreichische Staatsmeisterschaften
- 2. Platz über 15 km Freistil in Bad Goisern 2005